# Garðaríki

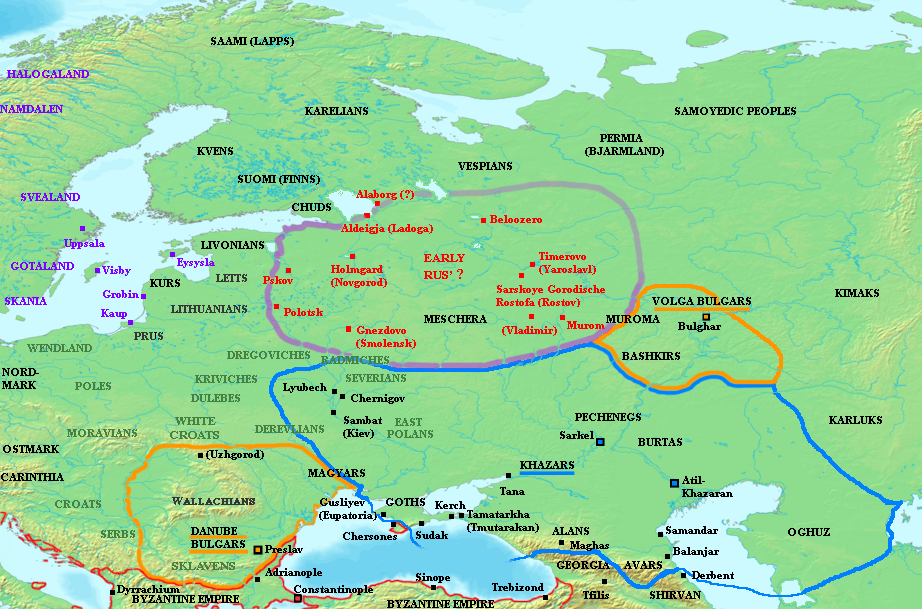
La mappa mostra gli insediamenti Variaghi o Rus' (in rosso) e le tribù slave (in grigio), metà del IX secolo d.C. L'area d'influenza dei Cazari è indicata con la linea blu

Garðaríki o Garðaveldi (anche Gardariki o Gardarike)  è in lingua norrena il termine usato nel medioevo per indicare gli stati del Khaganato di Rus' e della Rus' di Kiev.
Si indica lo stesso territorio con la formula più corta Garðar, che indica in modo "Est", Austr, con le sue diverse declinazioni: Austrvegr ("la Via Orientale"), Austrlönd ("le Terre Orientali") e Austrríki ("il Regno Orientale"). 
Una terza serie di nomi consiste in Svíþjóð hin mikla ("Grande Svezia") e Svíþjóð hin kalda, ("Fredda Svezia").
Il significato della parola Garðaríki è normalmente interpretato come "il regno delle città", o "il reame dei paesi", che indicava probabilmente la catena di fortezze vichinghe lungo il fiume Volchov, partendo da Lyubsha e Ladoga. Gardar contiene la stessa radice slava di gord ("paese"). 
Dato che i Variaghi si distribuirono lungo molte delle terre della Russia settentrionale, nelle loro saghe sono ricordate la città di Holmsgardr (Holmgarðr, Velikij Novgorod) come la capitale di Gardariki, Aldeigjuborg (Staraya Ladoga), Kœnugarðar (Kiev), Pallteskja (Polotsk), Smaleskja (Smolensk), Súrsdalar (Suzdal'), Móramar (Murom), e Ráðstofa (Rostov Velikij).

## Re leggendari di Garðaríki
- Sigrlami (Hervarar saga)
- Svafrlami (Hervarar saga)
- Rollaugr (Hervarar saga)
- Ráðbarðr (Sögubrot)
- Hreggviðr (Göngu-Hrólfs saga)
- Hálfdan Brönufostri (re di Svíþjóð hin kalda nella Sörla saga sterka)